# Royal Halifax Infirmary
Das Royal Halifax Infirmary war ein Krankenhaus in Halifax, West Yorkshire, England, das 1896 eröffnet und 2001 geschlossen wurde. 

## Geschichte

### Frühere Krankenhäuser
Die Vorgänger des Royal Halifax Hospital waren das Halifax Dispensary (1807 – ca. 1836) in Hatters Close und das Halifax Infirmary oder Halifax Infirmary and Dispensary in Blackwall, gegenüber der Holy Trinity Church, ab 1838. George Townsend Andrews, der vor allem als Eisenbahnarchitekt bekannt ist, entwarf das Gebäude von 1838, das nach 1896 abgerissen wurde. Der West Yorkshire Archive Service verwahrt neben denen des Infirmary auch die Akten dieser beiden Einrichtungen.

### Ab 1896
Das Gebäude der Krankenstation in der Free School Lane, Halifax, wurde am 28. April 1896 vom Herzog und der Herzogin von York (dem zukünftigen George V. und der Königin Mary) eröffnet, die an diesem Tag auch den Borough Market der Stadt eröffneten. Es heißt, dass Königin Victoria die Erlaubnis gegeben hatte, dass es "Halifax Royal Infirmary" genannt werden sollte, der Herzog aber den falschen Namen bekannt gab, der dann beibehalten wurde.
Es wurde 1948 Teil des National Health Service und gehörte zum Calderdale Healthcare NHS Trust, der 2001 in den Calderdale and Huddersfield NHS Foundation Trust überging. Das Krankenhaus wurde 2001 mit der Eröffnung des neuen Calderdale Royal Hospital geschlossen.
Nach der Schließung wurden einige der Gebäude zu Wohnzwecken umgebaut und als "The Royal" bekannt. Elf Gebäudeblöcke sowie eine Lodge und Elemente der Begrenzungsmauern stehen unter Denkmalschutz (Grade II).